# Bjarte Myrhol
Bjarte Håkon Myrhol (født 29. maj 1982 i Oslo, Norge) er en norsk tidligere håndboldspiller (Stregspiller).
Da Myrhol spillede i Rhein-Neckar Löwen, i seks år fik han hans nummer 18 fredet i klubben.

## Klubhold
- Sandefjord TIF (2002-2005)
- KC Veszprém (2005-2006)
- HSG Nordhorn (2006-2009)
- Rhein-Neckar Löwen (2009-2015)
- Skjern Håndbold (2015-2021)

I 2008 vandt han sammen med HSG Nordhorn EHF Cuppen, efter en samlet finalesejr over F.C. København Håndbold.

## Landshold
Myrhol har spillet for det norske landshold, som han fik debut for i 2002. Siden da har han spillet 257 kampe og scoret 795 mål i landsholdstrøjen. Han deltog blandt andet på hjemmebane i Norge ved EM i 2008, hvor han var med til at besejre Danmark i de to holds første kamp.
Den største triumf for, Myrhol kom ved VM i håndbold 2017 i Frankrig, hvor Norge kom i finalen, men tabte til de franske værter.